# 加里宁K-7
K-7（烏克蘭語：Калинін К-7）是苏联在1930年代设计的一种巨型飞机，主要目標是做為轰炸机和客机。不過设计太过激进、巨大而動力不足，K-7在原型机坠毁后就没有继续发展。如果K-7得以进入服役，将会是B-52服役之前世界上翼展最大的轰炸机。

## 概说
K-7的概念大约起于1928年，其设计者康斯坦丁·加里宁是一名一次大战时期的飞行员，当时希望设计一款可以载几十人的洲际客机。但苏联军方对这个飞机也感兴趣，于是增加了军用的目的，并且进行投资。
K-7最大的特点就是巨大无比的飞翼结构。飞翼的翼展达到53米，厚度则有2.33米，希望以巨大的机翼达成大航程和载重量。为了平衡飞翼的升力，K-7装有传统的尾翼结构。K-7的机翼最初打算完全由木制，后来改为金属结构。K-7具有两个巨大的不可收放起落架，位于机翼的两侧。每个起落架有3个轮子，乘员和乘客通过起落架内的通道进入飞机。
为了推动这个怪物，K-7在机翼两侧安装了6台700马力级别的发动机。但设计者仍然发现动力不足，于是在机身的后面增加了第7台推进式的发动机，由此形成了6拉1推的奇怪发动机布局。后来发现这种设计会导致一些结构问题，但受困于动力不足而别无选择。
苏联军方希望充分利用K-7巨大的机体，把它当做一个飞行堡垒。整架飞机密布7.62毫米机枪和20毫米机关炮，可以说完全没有射击死角。如果用做轰炸机，K-7可以携带9到16吨的炸弹。也可以携带112名伞兵，或者轻型坦克。当做客机时，巨大的机翼内可以乘坐128名乘客，并可飞行5000公里。
1931年，K-7在哈尔科夫开始建造。

## 结局
1933年8月11日，K-7进行了第一次飞行。这次很短而且糟糕的飞行饱受结构颤振和发动机共振的困扰，對應之道是缩短飞机的尾部，并在操纵面上增加夸张的补偿片以改变飞机结构的固有振动频率。尽管做了如此的改进，1933年11月12日，K-7依然因为升降舵卡住而坠毁。共有15名机组人员在事故中丧生。在坠毁之前，K-7进行了11次成功的试飞。
加里宁在事故后立刻着手制造另外2架K-7以继续项目，直到1935年苏联政府取消了K-7项目。在这之前，没有一架新的K-7被制造出来。1938年加里宁因为大清洗而被捕。他的设计局也因此而解散。

## 参数

### 一般参数
- 乘员：11名机组乘员
- 乘客：128人（客机型）
- 长度：28 m  (91 ft 10 in)
- 翼展：53 m  (173 ft 11 in)
- 高度：12.4m（到发动机顶部）
- 机翼面积：454 m²（4,886.8 ft²）
- 空重：24,400 kg（53,793 lb）
- 动力：7×Mikulin AM-34F V12 活塞发动机，每台560 kW  (750 hp)

### 性能参数
- 最大平飞速度：225 km/h（121 knots, 140 mph）
- 升限：4,000 m（13,123 ft）
- 翼载：84 kg/m²（17 lb/ft²）
- 动力质量比：103 W/kg（0.06 hp/lb）